# Prezident Spojených států amerických
Prezident Spojených států amerických (anglicky President of the United States of America, POTUS) je hlavou státu a vlády Spojených států amerických, která je nepřímo volena občany USA. Podle Ústavy je vedoucí osobou výkonné moci federální vlády a vrchním velitelem ozbrojených sil, s pravomocí výkonu a prosazování federálního práva a odpovědností jmenovat federální výkonné, diplomatické, regulační a soudní úředníky. Náleží mu rovněž symbolické postavení vůdce národa a disponuje prerogativy jako je právo milosti a právo veta. Spojuje tak pravomoci, které se v evropských zemích obvykle dělí mezi hlavu státu a premiéra (případně vládu jako celek). Vzhledem k jeho silnému postavení v rámci prezidentském systému a s ohledem na velmocenské postavení USA je pak označován za nejmocnějšího člověka na planetě.

## Historie

### Před vznikem ústavy
Po vyhlášení nezávislosti roku 1776 byly Spojené státy řízeny podle Článků konfederace, které na federální úrovni nevytvářely žádný výkonný ani soudní orgán, pouze upravovaly pravomoci Kontinentálního kongresu. Předseda Kongresu (oficiálně Předseda spojených států v Kongresu sdružených, anglicky: President of the United States in Congress Assembled), byl vybrán z jeho členů ostatními delegáty. Jeho funkční období bylo omezeno na jeden rok a bylo stanoveno, že nesmí být do funkce zvolen víckrát než jednou. Postavení předsedy Kongresu bylo zejména ceremoniální a jeho rolí pak bylo řídit jednání v Kongresu a spolu s tím spojené administrativní úkoly, jako například vyřizování korespondence nebo podepisování oficiálních dokumentů Kongresu.
Jelikož se ukázala nutnost silné centrální vlády se silnými pravomocemi, byla tato funkce nahrazena úřadem prezidenta Spojených států, jako hlavy státu a vrcholu výkonné složky státní moci. Tento úřad byl zaveden přijetím ústavy roku 1788. Při jejím vzniku byly na roli a postavení prezidenta značně rozdílné pohledy. Jeden z návrhů propagoval myšlenku svěření moci výkonné do rukou sboru osob, z nichž by každé byla svěřena určitá působnost, případně by funkci vykonávali společně. Další návrh byl založen na principu fungujícím v Massachusetts; podle něj měla být ustanovena rada, jejíž kontrole a souhlasu by jmenovaná hlava státu podléhala. Protikladem těchto myšlenek, které počítaly s kolektivním orgánem, byl další z návrhů, jehož autorem byl Alexander Hamilton; ten prosazoval volenou obdobu panovníka britského typu s širokým spektrem pravomocí. Ty však měly být na rozdíl od panovnických pravomocí omezené, často vázané na souhlas nebo spolupráci Kongresu. Někteří delegáti v čele s Georgem Masonem přesto protestovali a tvrdili, že se tím vytváří základ monarchie. Nakonec byl přijat kompromis předložený Jamesem Wilsonem, který argumentoval tím, že ke správě nově vzniklého státu vystaveného hrozbám ze zahraničí je potřeba jednoho vrcholného vůdce, kterému budou poskytnuty rozsáhlé pravomoci. Ty však byly v klíčových oblastech omezeny, prezident tak například na rozdíl od britského krále nemá pravomoc rozpustit parlament nebo bez jeho souhlasu vyhlásit válku; prezident také může být na rozdíl od krále odvolán procesem impeachmentu.

### George Washington
Prvním prezidentem byl roku 1789 zvolen George Washington, který se po válce za nezávislost těšil velké důvěře amerického lidu a byl známý svou skromností a sebekontrolou. Byl proto považován za záruku, že moc, jež mu bude svěřena, nezneužije. Jako první prezident Washington zavedl mnoho zvyklostí svázaných s prezidentským úřadem. V červnu roku 1789 vydal první oficiální prezidentský příkaz, kdy požadoval od ministrů, aby mu podali „zcela přesnou a zřetelnou obecnou zprávu o záležitostech Spojených států“. V říjnu téhož roku vyhlásil první státní svátek USA, Den díkůvzdání. V lednu 1790 přednesl Kongresu první zprávu o stavu Unie, a v květnu nařídil zahájení výstavby prezidentského sídla, později známého jako Bílý dům; prvním prezidentem, který v něm sídlil, byl však až Washingtonův nástupce John Adams v roce 1800. V roce 1793 Washington vyhlásil neutralitu v britsko-francouzské válce, což byl významný precedens, který ukotvil dominantní postavení prezidenta v oblasti zahraniční politiky. V prezidentské funkci skončil roku 1797 po dvou volebních obdobích; jeho rozhodnutí pomohlo zmírnit obavy, že by se nový stát mohl proměnit v monarchii, a vytvořilo zvyklost která nebyla porušena až do roku 1940 a nakonec byla trvale zakotvena 22. dodatkem ústavy.

### Nárůst prezidentské moci
Zatímco Washington funkci zastával spíše pasivně – právo veta použil pouze dvakrát a návrh zákona předložil třikrát – za dalších prezidentů pozice prezidentského úřadu značně zesílila. To bylo podpořeno několika faktory, zejména celonárodními volbami a postavením hlavy výkonné moci, které umožnily prezidentům přesunout kontrolu nad vnitrostátní politiku do svých rukou. Dalšími faktory v průběhu dějin byly rostoucí význam americké zahraniční politiky a její vliv na formování globálních vztahů, změny v rozdělení pravomocí mezi Kongresem a prezidentem, nárůst počtu federálních institucí a jejich rozšířená působnost, a rostoucí podpora veřejnosti. Prvním, kdo se pokusil využít situace a převzít z rukou Kongresu pravomoc řízení domácí politiky, byl 7. prezident Andrew Jackson. Úspěšně argumentoval, že jakožto jediný funkcionář volený občany celé federace představuje „hlas všeho lidu.“ V tomto směru pokračovalo formování postavení federální exekutivy v první polovině 19. století. Význam prezidentského úřadu výrazně vzrostl za 16. prezidenta Abrahama Lincolna, jehož zvolení v roce 1860 jižní státy neuznaly a vyhlásily Konfederaci, což vedlo k občanské válce. Lincolnova pozice jako vůdce národa v době krize a vrchního velitele vojsk Unie mu umožnila přijmout některá mimořádná opatření bez schválení Kongresem, jako například omezení práva habeas corpus z roku 1862, či proklamace o zrušení otroctví z roku 1863. Po občanské válce došlo k dalšímu posílení významu centrální exekutivy vznikem nových federálních orgánů podřízených prezidentovi; mezi ně patří například Tajná služba (1865), národní parky (Yellowstonský 1872, Yosemitský 1890), Uniformovaný sbor Služby veřejného zdraví (1889) a Federální úřad pro vyšetřování (1908). Zákon z roku 1921 prosazený 29. prezidentem Warrenem Hardingem centralizoval pod kontrolou prezidenta přípravu federálního rozpočtu a financování vlády. Další významné posílení prezidentské moci přišlo s nástupem 32. prezidenta Franklina Roosevelta a jeho programu New Deal v roce 1933. Jeho přístup byl takový, že by měl prezident moc užívat ve prospěch lidu a aby tak mohl činit, může dělat cokoliv, co mu Ústava nezakazuje. Současné postavení prezidenta vychází z této politiky, v důsledku čehož má prezident nástroje k rychlé reakci na širokou škálu situací.

## Volba prezidenta
Volby prezidenta USA jsou nepřímé, tzn. že prezident není volen přímo občany, ale kolegiem volitelů, které tvoří volitelé (zástupci) jednotlivých států Unie. Prezidentem se může stát jen ten, kdo získá nadpoloviční většinu z 538 volitelů, tedy alespoň 270.
Jedno funkční období trvá 4 roky a nikdo nesmí být zvolen na víc než dvě volební období. Toto ustanovení bylo ratifikováno v roce 1951 jako XXII. dodatek Ústavy. Do té doby šlo pouze o tradici nastolenou prvním prezidentem Georgem Washingtonem, proto mohl být Franklin Delano Roosevelt zvolen prezidentem čtyřikrát (1932, 1936, 1940 a 1944). Důvodem vícenásobného zvolení byla 2. světová válka.

### Podmínky pro zvolení
Podmínky pro zvolení za prezidenta upravuje Ústava Spojených států amerických, konkrétně: „Volitelnou na úřad prezidenta může být jen osoba, která získala občanství Spojených států zrozením či měla toto občanství v době přijetí ústavy, dosáhla věku třiceti pěti let a bydlí alespoň čtrnáct let ve Spojených státech“.
Čtrnáctý dodatek Ústavy (oddíl 3) říká, že ten, kdo coby funkcionář Spojených států přísahal dodržovat Ústavu Spojených států, a poté se angažoval v povstání nebo vzpouře proti ní a nebo poskytl pomoc či podporu jejím nepřátelům, nesmí vykonávat civilní ani vojenskou státní funkci Spojených států amerických. Čtrnáctý dodatek tedy vylučuje z kandidátů na prezidenta osoby, které se těchto činů dopustily. Navíc je „automaticky se vykonávající“ – tedy ke svému uplatnění nepotřebuje žádný úkon jako například znalecký posudek, usnesení soudu nebo pravomocný rozsudek, trestající dotyčného za výše zmíněné činy.[zdroj?]

### Přísaha
Prezident se funkce ujímá složením přísahy do rukou předsedy Nejvyššího soudu, která zní:
„I (name) do solemnly swear (or affirm) that I will faithfully execute the Office of President of the United States, and will to the best of my ability, preserve, protect and defend the Constitution of the United States.“

Český překlad:
„Já ___ ___,  slavnostně přísahám, že budu čestně vykonávat funkci prezidenta Spojených států a podle svých sil budu zachovávat, chránit a bránit ústavu Spojených států.“

## Práva a povinnosti prezidenta

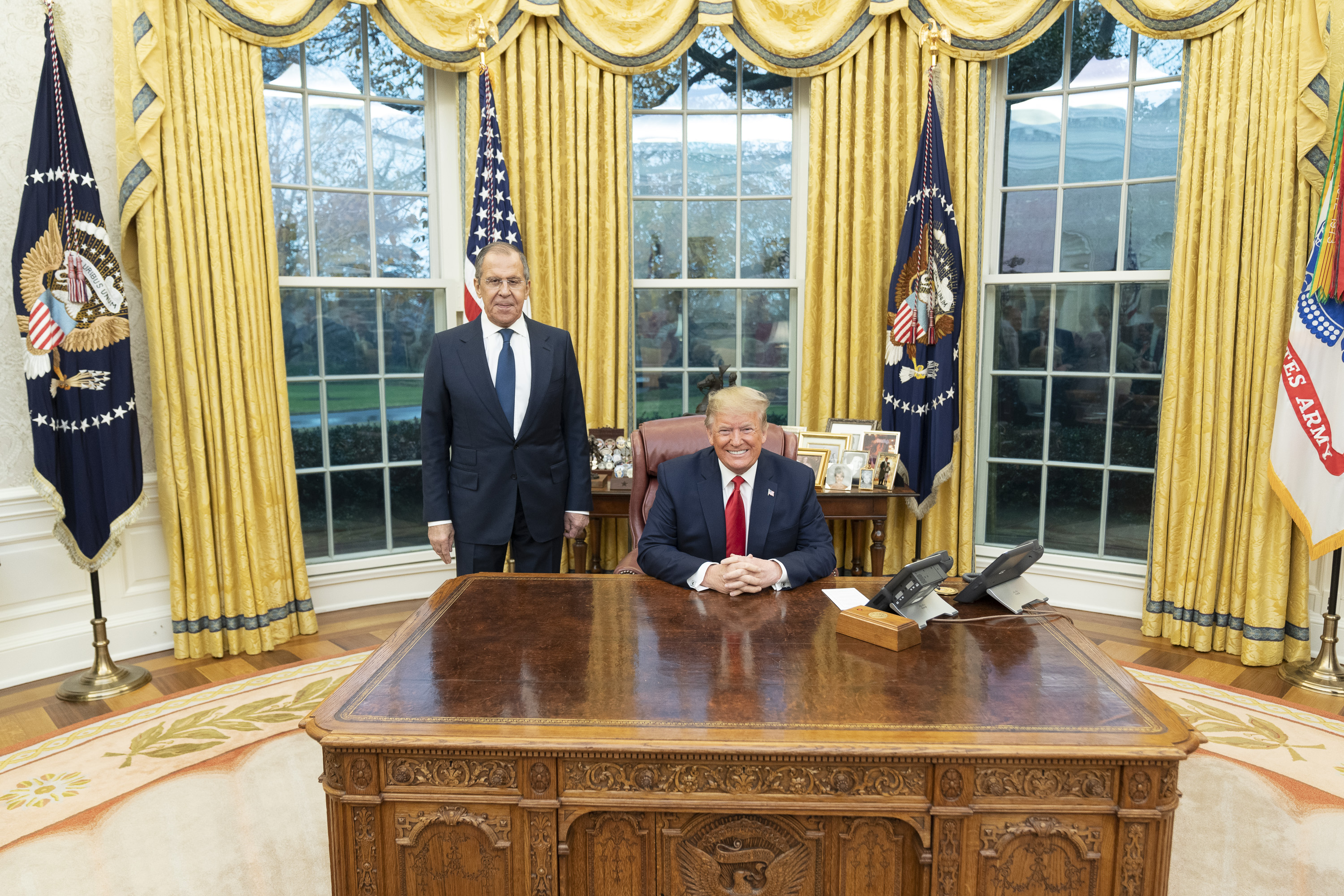
Prezident Donald Trump s ruským ministrem zahraničí Sergejem Lavrovem v Oválné pracovně, prosinec 2019

### Výkonné pravomoci
Prezident je z pozice hlavy státu a výkonné složky státní moci nejvyšší autoritou v řízení státních záležitostí a práce federální vlády. Předsedá kabinetu (který dále tvoří viceprezident a ministři) a rovněž Národní bezpečnostní radě. Mezi hlavní prezidentovy povinnosti patří chránit Ústavu a prosazovat zákony schválené Kongresem – tato povinnost je ústavně zakotvená článkem, který ustanovuje že prezident „pečuje o to, aby zákony byly svědomitě plněny“. Za tímto účelem vydává výkonná nařízení, prezidentské proklamace, prezidentské směrnice a další dokumenty, které jsou pro federální úřady závazné. Prezident také zajišťuje financování federálních agentur a sestavuje návrh rozpočtu, který však podléhá schválení Kongresem; taktéž řídí správu vládního majetku a zadávání veřejných zakázek. Kongres může udělit prezidentovi ještě širší pravomoci, zejména pokud jde o řízení národního hospodářství a ochranu bezpečnosti USA, například v době války nebo výjimečného stavu.
Prezident rovněž jmenuje a odvolává vedoucí všech ministerstev a vrcholných úřadů a stovky dalších vysokých federálních úředníků, například ředitele FBI a CIA, administrátora NASA, členy představenstva USPS a Amtraku, a mnoho dalších. Z celkového počtu cca 4 tisíc je pro jmenování 1200 nejvyšších funkcionářů nutný souhlas Senátu, ale pro jejich odvolání na základě soudního rozhodnutí v kauze Myers v. Spojené státy souhlas potřeba není. Specifickým případem jsou členové rady guvernérů Federálních rezerv, které prezident odvolat nemůže. Vedle těchto vrcholných pozic je však velká většina federálních zaměstnanců vybírána prostřednictvím systému státní služby, kdy jmenování a postup jsou založeny na schopnostech a zkušenostech.
Prezident nese hlavní zodpovědnost za styky USA s cizími státy, jmenuje velvyslance a konzuly (kteří však musí být schváleni Senátem), a přijímá cizí velvyslance a jiné veřejné činitele. Spolu s ministrem zahraničí řídí všechny oficiální styky se zahraničními vládami. Účastní se konferencí na nejvyšší úrovni a přímých porad hlav států o hospodářských a politických problémech. Prostřednictvím ministerstva zahraničí je prezident zodpovědný za ochranu Američanů v zahraničí a cizích státních příslušníků v USA. Prezident rovněž rozhoduje o uznání nových států a nových vlád a sjednává smlouvy s jinými státy, které jsou pro Spojené státy závazné po schválení dvoutřetinovou většinou Senátu. Dále může uzavírat s cizími mocnostmi tzv. výkonné dohody, které schválení Senátem nepodléhají.

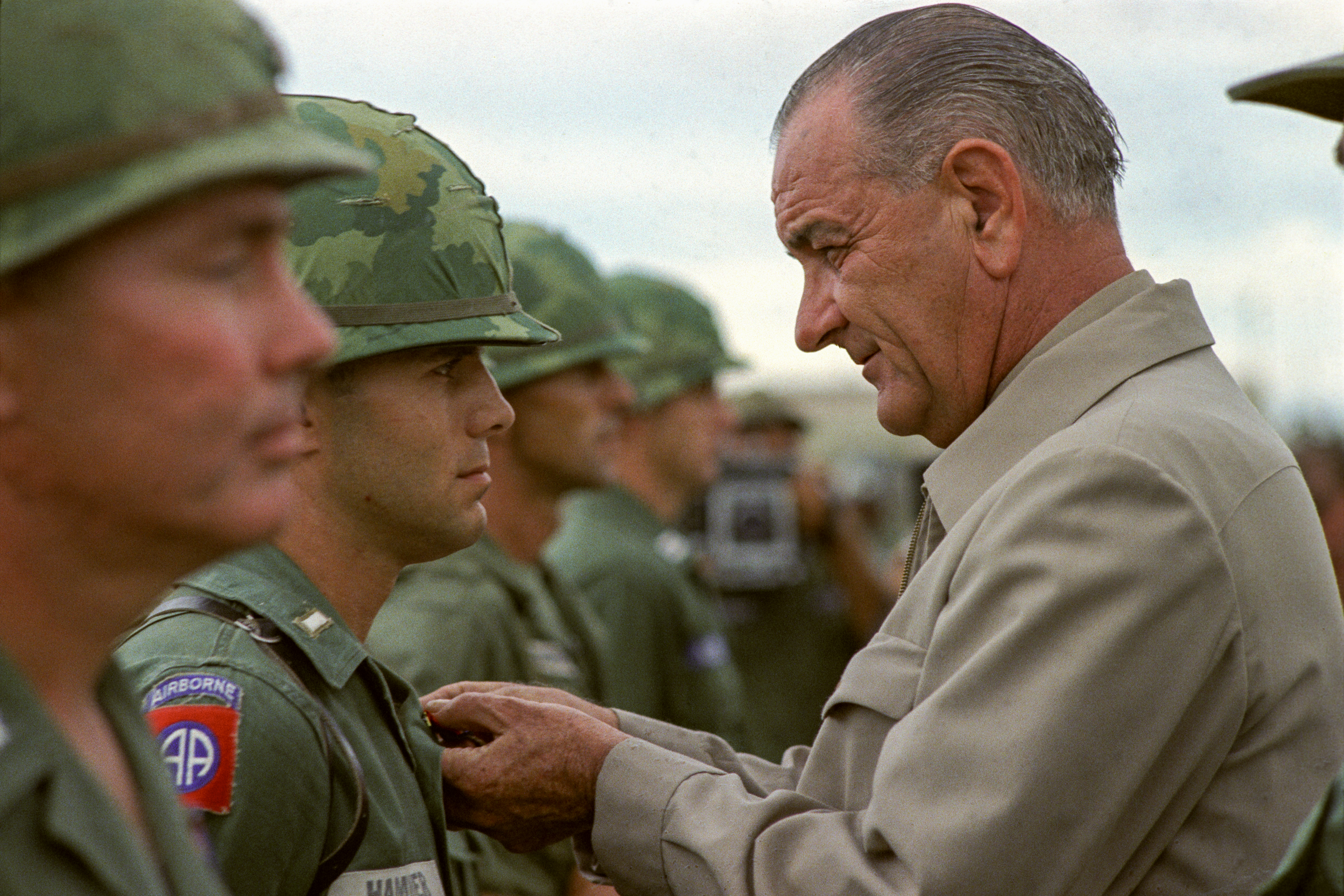
Prezident Lyndon Johnson navštěvující vojáky ve Vietnamu, říjen 1966

Prezident je též vrchním velitelem Ozbrojených sil a prostřednictvím ministra obrany řídí všechny vojenské operace. Vyslání jednotek mimo státní území je však možné pouze pokud Kongres vyhlásí válku nebo prezidenta zmocní k ozbrojeným akcím. I v době míru má jisté pravomoci pro mimořádné situace, zejména může vyhlásit federální výjimečný stav. Dále například schvaluje likvidaci teroristů, může v případě únosu letadla nařídit jeho sestřelení a je rovněž držitelem nukleárního kufříku. 

### Legislativní pravomoci
Přestože Ústava stanoví, že „veškerá zákonodárná moc“ náleží Kongresu, má prezident jako tvůrce veřejné politiky významnou legislativní úlohu. Může vetovat kterýkoliv Kongresem schválený návrh zákona; veto je sice možné přehlasovat dvoutřetinovou většinou v obou komorách Kongresu, nicméně k tomu dochází pouze asi u 7% vetovaných zákonů. Ve výroční zprávě a zvláštních zprávách Kongresu může prezident navrhnout zákony, které považuje za nutné. Kdyby Kongres odložil projednávání těchto návrhů, má prezident pravomoc svolat zvláštní zasedání. Kromě toho může prezident jako lídr politické strany a vrcholný představitel vlády USA ovlivňovat veřejné mínění, a tím také zákonodárné jednání v Kongresu.

### Soudní pravomoci
Mezi prezidentovy ústavní pravomoci patří jmenování federálních soudců včetně Nejvyššího soudu, a rovněž zástupců USA v mezinárodních tribunálech (po schválení Senátem a bez možnosti odvolání). Dále pak při ozbrojeném konfliktu zřizuje vojenské tribunály pro souzení zajatých nepřátelských bojovníků. Další významnou pravomocí je udělení plné nebo podmínečné milosti každému, kdo byl odsouzen pro porušení federálního zákona s výjimkou vlastizrady.

### Ceremoniální funkce

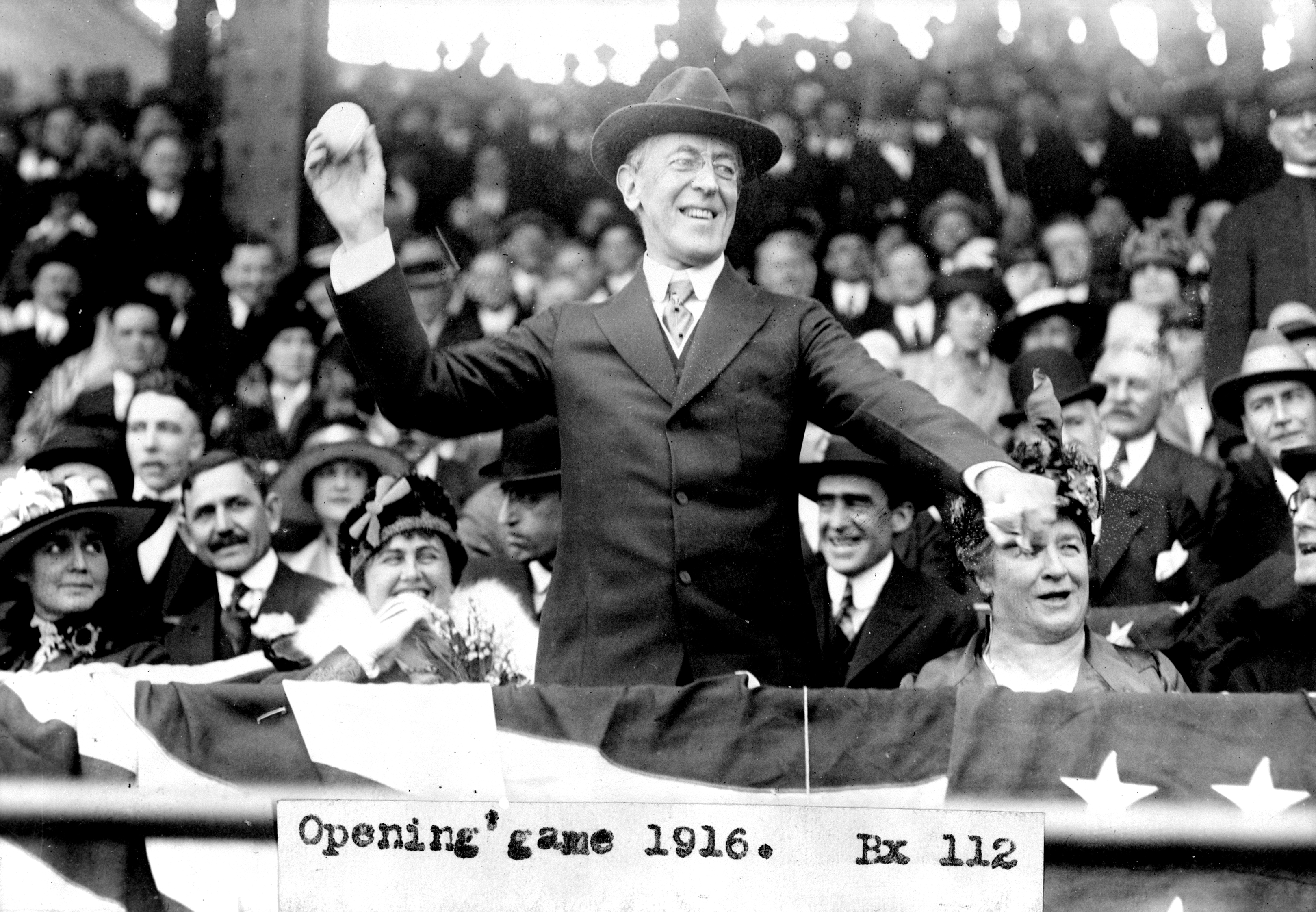
Woodrow Wilson při vhazování, 20. dubna 1916

Jako hlava státu a nejvyšší ústavní činitel podle protokolárního pořadí vykonává prezident také mnoho ceremoniálních funkcí, například vydává slavnostní prohlášení při příležitosti významných dní a také udílí čestné občanství a státní vyznamenání, mezi která patří: 
- Prezidentská medaile svobody,[pozn. 1]
- Medaile cti,[pozn. 2]nebo
- Národní vyznamenání za vědu.

Vedle toho pak plní mnoho méně formálních funkcí. Například William Howard Taft v roce 1910 zahájil tradici slavnostního prvního vhazování na baseballovém zápase v Griffith Stadium ve Washingtonu, D.C, u příležitosti zahájení sezóny. Dále je každý prezident od dob Theodora Roosevelta čestným předsedou Boy Scouts of America. Rutherford B. Hayes začal v roce 1878 s velikonočním koulením vajec na zahradě Bílého domu pro místní děti. Počínaje rokem 1947, od dob vlády Harryho S. Trumana, je prezident na každý Den díkůvzdání obdarován živým domácím krocanem v rámci národní prezentace v Bílém domě. Od roku 1989, kdy George H. W. Bush formalizoval zvyk „udělit milost“ krocanovi, je tento převezen na farmu, kde ve zdraví dožije.

## Imunita a impeachment
Prezident je po dobu výkonu funkce chráněn imunitou, která však není explicitně udělena Ústavou nebo federálním zákonem. V civilních případech vychází z rozhodnutí Nejvyššího soud USA v případu Nixon v. Fitzgerald (1982), který určil, že prezident má absolutní imunitu před občanskoprávními žalobami týkajícími se činů vykonávaných v rámci jeho úřadu. Výklad práva k trestní imunitě vychází z právních memorand z let 1973 a 2000, podle kterých je trestní stíhání prezidenta ve výkonu úřadu neústavní, a to kvůli jeho symbolickému postavení jako hlavy národa. Podle rozhodnutí Nejvyššího soudu v případu Trump v. Spojené státy (2024) mají imunitu rovněž bývalí prezidenti, a to vůči trestnímu stíhání za oficiální činy během svého působení ve funkci. Tato imunita však není absolutní a nebrání vyšetřování prezidenta.

Prezident rovněž jako hlava výkonné moci disponuje za určitých okolností exekutivním privilegiem, tedy právem zadržet informace, na které by jinak měl Kongres či soudy nárok.

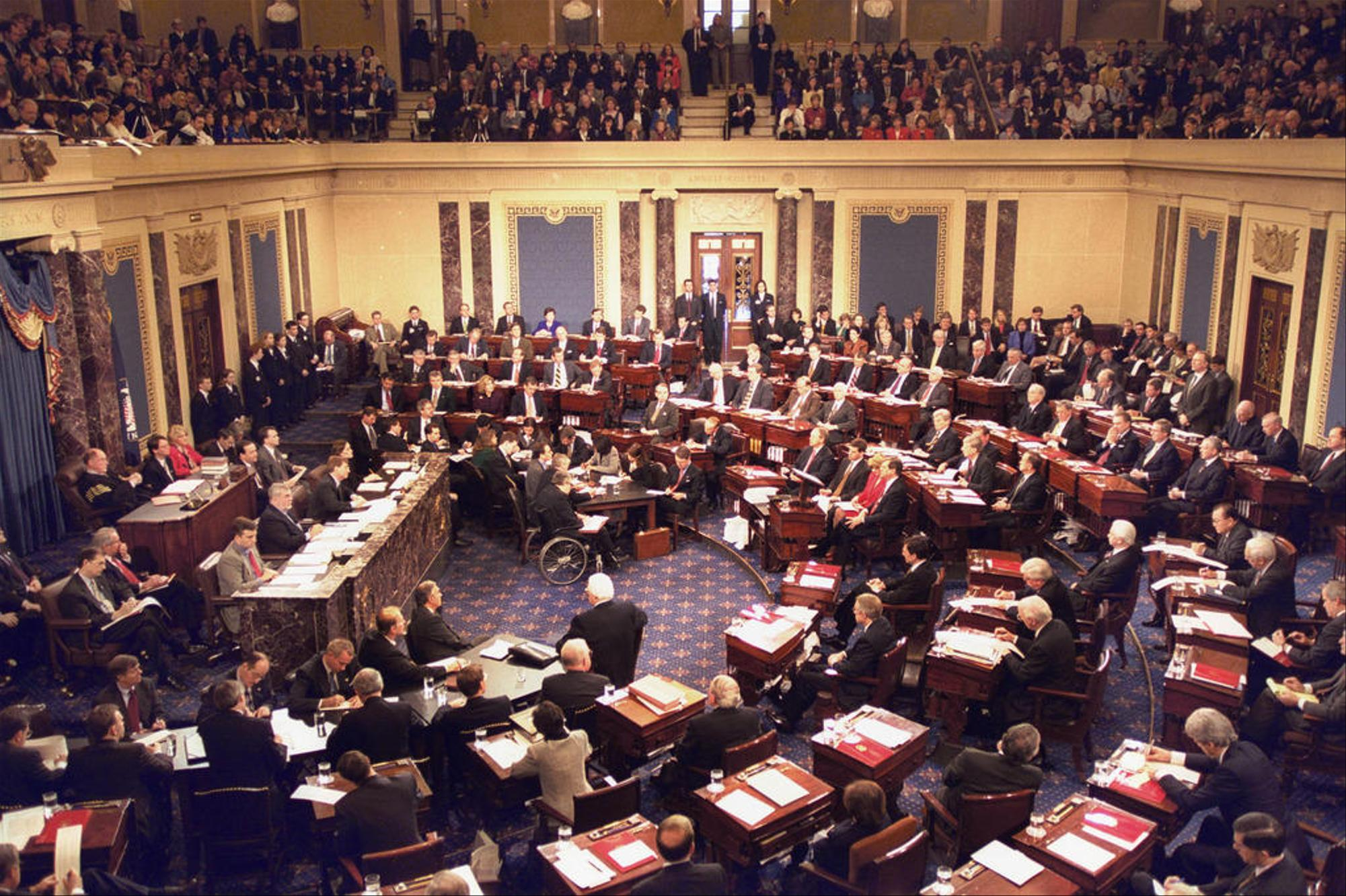
Senát projednávající žalobu proti Billu Clintonovi, 1999

Impeachment je jediným nástrojem, jak odvolat prezidenta Spojených států z úřadu. Článek I. a II. Ústavy hovoří o typech provinění (těžký zločin, zpronevěra, vlastizrada…), procesu obžaloby (impeachment) a soudním řízení. Pro odvolání je nutné:
1. vyšetření Sněmovnou reprezentantů či její komisí
2. obžaloba, kterou může vznést jen Sněmovna reprezentantů. Pro obvinění je nutné nadpoloviční většiny všech členů Sněmovny.
3. soudním tribunálem je pak Senát, kterému předsedá předseda Nejvyššího soudu. Prezident je zbaven úřadu, pokud hlasují pro vinu alespoň 2/3 přítomných senátorů.[12]

Procesu odvolání byli podrobeni tři prezidenti, žádný z nich však odvolán nebyl. Andrew Johnson (1868) byl žalován po odvolání ministra války a sporu se Senátem bez konkrétního obvinění, Bill Clinton (1998) byl po aféře s Monikou Lewinskou obviněn z křivé přísahy a bránění spravedlnosti a od prosince 2019 byl po schválení ústavní žaloby Sněmovnou reprezentantů souzen Donald Trump v bodech zneužití úřadu a obstrukcí vůči Kongresu.
Richard Nixon se po obvinění z maření spravedlnosti, zneužití pravomoci a pohrdání Kongresem procesu vyhnul svým odstoupením v srpnu 1974.

## Zastupování prezidenta

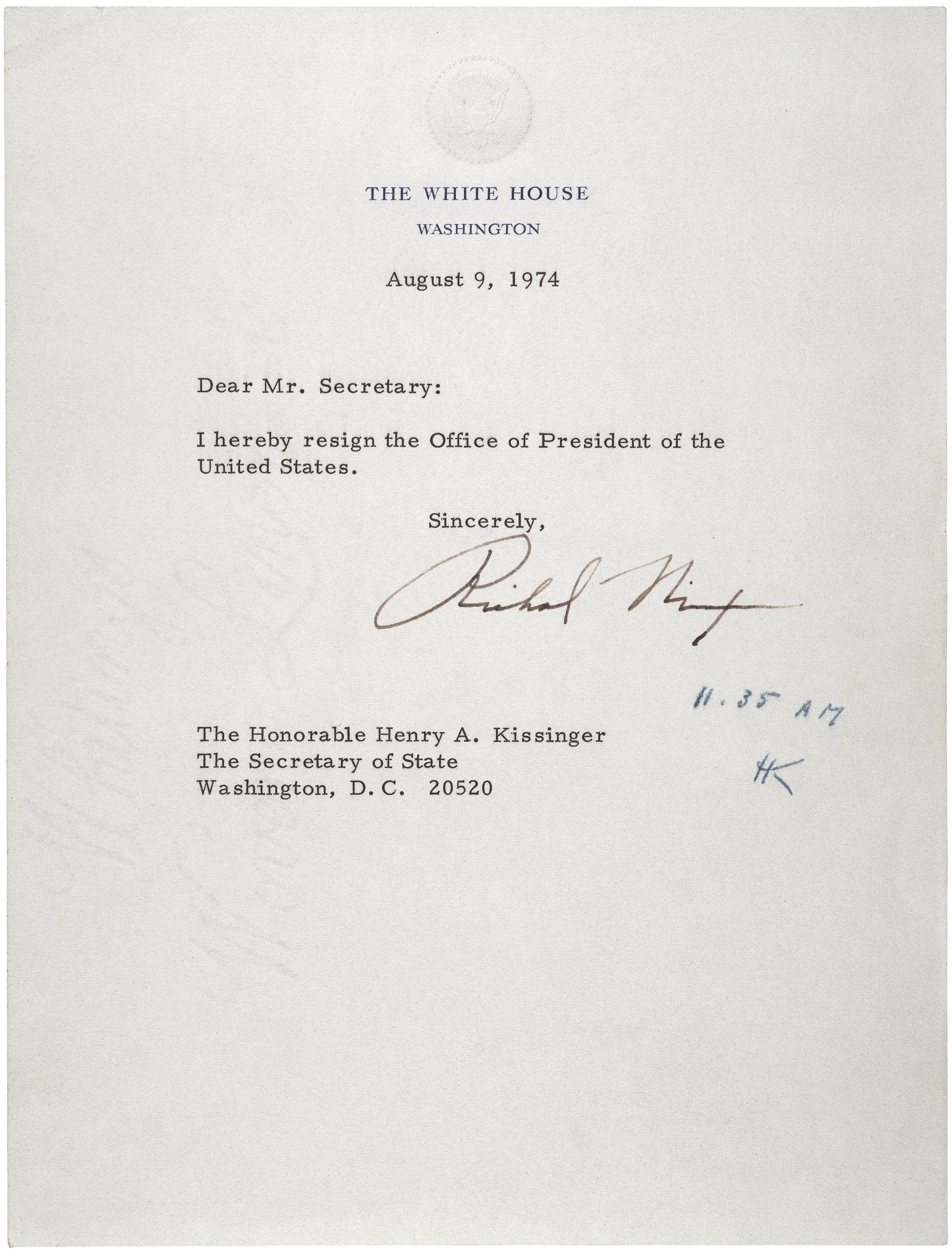
Nixonův dopis, v němž oznamuje svoji rezignaci (Ústava nespecifikuje adresáta rezignace, prezident se ji rozhodl zaslat ministru zahraničí Kissingerovi).

Podle Ústavy se v případě uprázdnění funkce prezidenta úřadu pro zbytek funkčního období ujme jeho viceprezident volený současně s ním. Zákon Kongresu stanovuje pořadí nástupnictví, které se použije v případě, že toho viceprezident není schopen. Dále tuto problematiku upravuje XXV. dodatek Ústavy platný od roku 1967:
1. oddíl
„V případě zbavení prezidenta úřadu nebo v případě jeho smrti nebo rezignace stane se prezidentem viceprezident.“
2. oddíl
„Kdykoli nastane uvolnění úřadu viceprezidenta, jmenuje prezident viceprezidenta, který se ujme úřadu, ihned po schválení většinou hlasů obou komor Kongresu.“
3. oddíl
„Kdykoli prezident postoupí prozatímnímu předsedovi Senátu a předsedovi Sněmovny reprezentantů písemné prohlášení, že není způsobilý vykonávat pravomoci a povinnosti svého úřadu, a dokud jim nepředá písemné prohlášení o opaku, vykonává takové pravomoci a povinnosti viceprezident jako úřadující prezident.“
4. oddíl
„Kdykoli viceprezident a bud' většina vedoucích sekcí exekutivy, nebo jiného takového útvaru, který může Kongres zákonem zřídit, postoupí prozatímnímu předsedovi Senátu a předsedovi Sněmovny reprezentantů písemné prohlášení, že prezident není způsobilý vykonávat pravomoci a povinnosti svého úřadu, ujme se pravomocí a povinností úřadu viceprezident jako úřadující prezident.“
Dodatek byl využit sedmkrát:
1. Dne 12. října 1973, kdy Nixon nominoval na viceprezidenta michiganského kongresmana Geralda Forda po rezignaci Spira Agnewa.[32]
2. Dne 9. srpna 1974, kdy rezignoval Richard Nixon na úřad prezidenta.[32]
3. Dne 20. srpna 1974 nový prezident Ford nominoval na úřad viceprezidenta bývalého guvernéra New Yorku Nelsona Rockefellera.[33]
4. Dne 12. července 1985 se na časový úsek 11:28 – 19:22, kdy Ronald Reagan podstoupil kolonoskopii, stal úřadujícím prezidentem George H. W. Bush[34]
5. Dne 29. června 2002 se na časový úsek 7:09 – 9:24, kdy George W. Bush podstoupil kolonoskopii, stal úřadujícím prezidentem Dick Cheney.[35]
6. Dne 21. července 2007 se na časový úsek 7:09 – 9:21, kdy George W. Bush podstoupil kolonoskopii, stal úřadujícím prezidentem Dick Cheney.[35]
7. Dne 19. listopadu 2021 se na časový úsek   10:10  – 11:35 kdy Joe Biden podstoupil kolonoskopii, stala úřadující prezidentkou Kamala Harrisová.[36]

Při neúspěšném atentátu na prezidenta Reagana 30. března 1981 nebyl XXV. dodatek uplatněn a viceprezident George H. W. Bush, který byl v té chvíli na palubě letadla z Texasu do úřadu, se neujal funkce úřadujícího prezidenta. Přesto k tomu byly právní předpoklady splněny. Prezident Reagan byl během chirurgického zákroku v bezvědomí. Operace skončila v 18:20 hodin místního času, ale prezident nenabyl vědomí před 19:30 hod. Viceprezident Bush, který se do Bílého domu dostavil v 19:00 hod, tak mohl uplatnit 4. oddíl dodatku, protože prezident nebyl schopen písemně požádat o předání výkonu funkce podle 3. oddílu. Této možnosti však nevyužil.

## Bývalí prezidenti

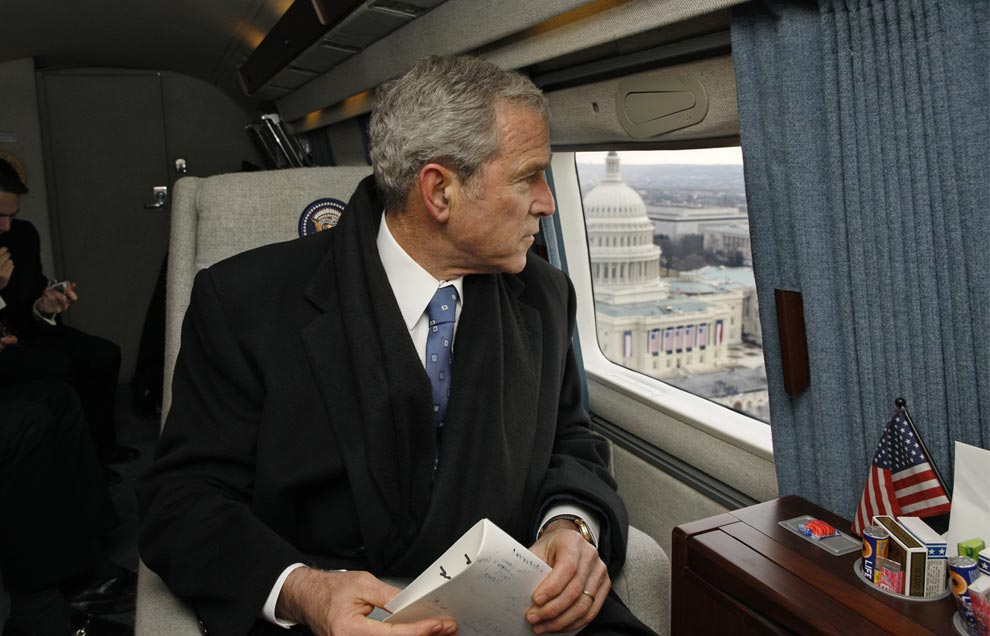
George W. Bush v helikoptéře opouští Washington D.C. poté, co předal úřad Baracku Obamovi, 20. ledna 2009

Někteří bývalí prezidenti zažili po odchodu z úřadu významné kariéry. Mezi příklady patří funkční období Williama Howarda Tafta jako předsedy Nejvyššího soudu Spojených států a práce Herberta Hoovera na reorganizaci vlády po druhé světové válce. Grover Cleveland, jehož kandidatura na znovuzvolení v roce 1888 byla neúspěšná, se do funkce vrátil v dalších volbách o čtyři roky později. Dva bývalí prezidenti zasedali v Kongresu poté, co opustili Bílý dům: John Quincy Adams byl zvolen do Sněmovny reprezentantů, kde působil 17 let, a Andrew Johnson se vrátil do Senátu v roce 1875, nicméně ještě téhož roku zemřel.
Každý prezident od dob Herberta Hoovera vytvořil úložiště dokumentů známé jako prezidentská knihovna pro uchování a zpřístupnění oficiálních dokumentů, záznamů a dalších listin a materiálů. Herbert Hoover, Harry Truman, Dwight Eisenhower, Richard Nixon, Gerald Ford, Ronald Reagan a George Bush starší byli v areálech svých prezidentských knihoven pohřbeni.
V roce 1958 byl přijat Zákon o bývalých prezidentech (The Former Presidents Act), který spolu s dalšími zákony upravuje benefity, které hlavě státu po odchodu z funkce náleží:
- Doživotní renta – například v roce 2017 byla její výše 200 000 amerických dolarů ročně.
- Náhrada výdajů spojených s odchodem z funkce – po dobu sedmi měsíců po skončení funkčního období pokrývá náklady na kancelářské prostory, náhrady zaměstnancům, komunikační služby a podobně.
- Ochrana Tajnou službou – vztahuje se na bývalého prezidenta, jeho manžela či manželku a děti mladší 16 let. V letech 1965 až 1996 byl nárok na ochranu doživotní. Zákonem z roku 1994 byla ochrana zkrácena na 10 let po opuštění funkce, v roce 2012 byla opět zavedena doživotní.
- Zdravotní služby – nárok na bezplatné lékařské ošetření ve vojenských nemocnicích.
- Financování provozu kanceláře – zajišťováno vládní agenturou General Services Administration

Tyto nároky nemá prezident, který byl z funkce odstraněn procesem impeachmentu.

## Galerie

Prezidentská zařízení a dopravní prostředky
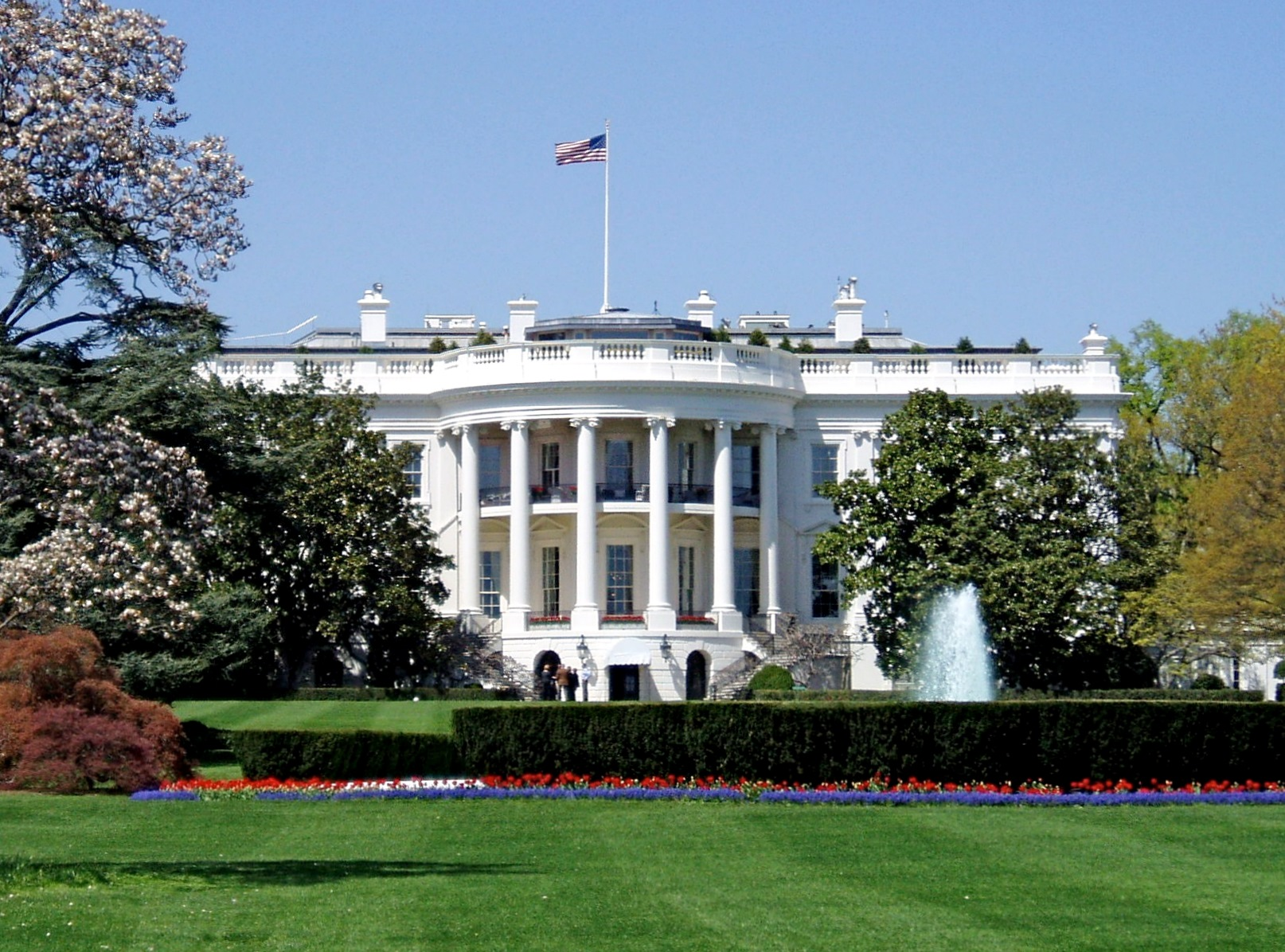
Bílý dům
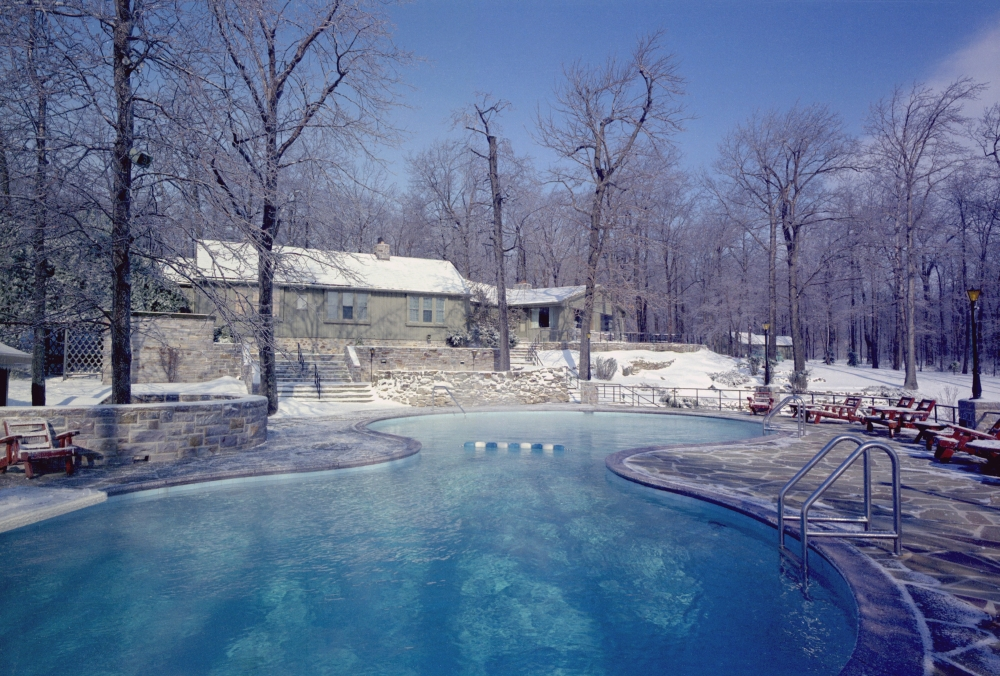
Camp David
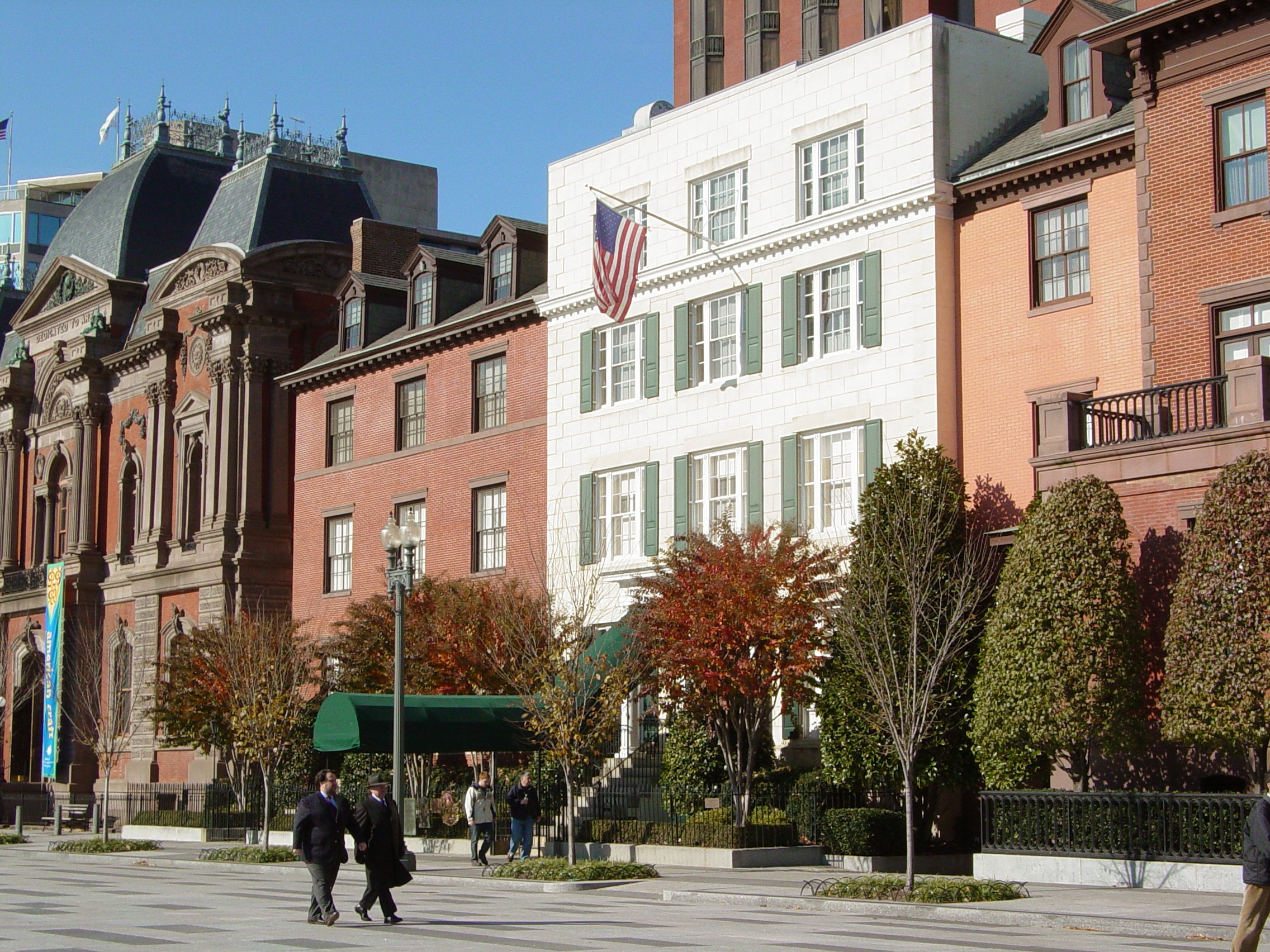
Blair House
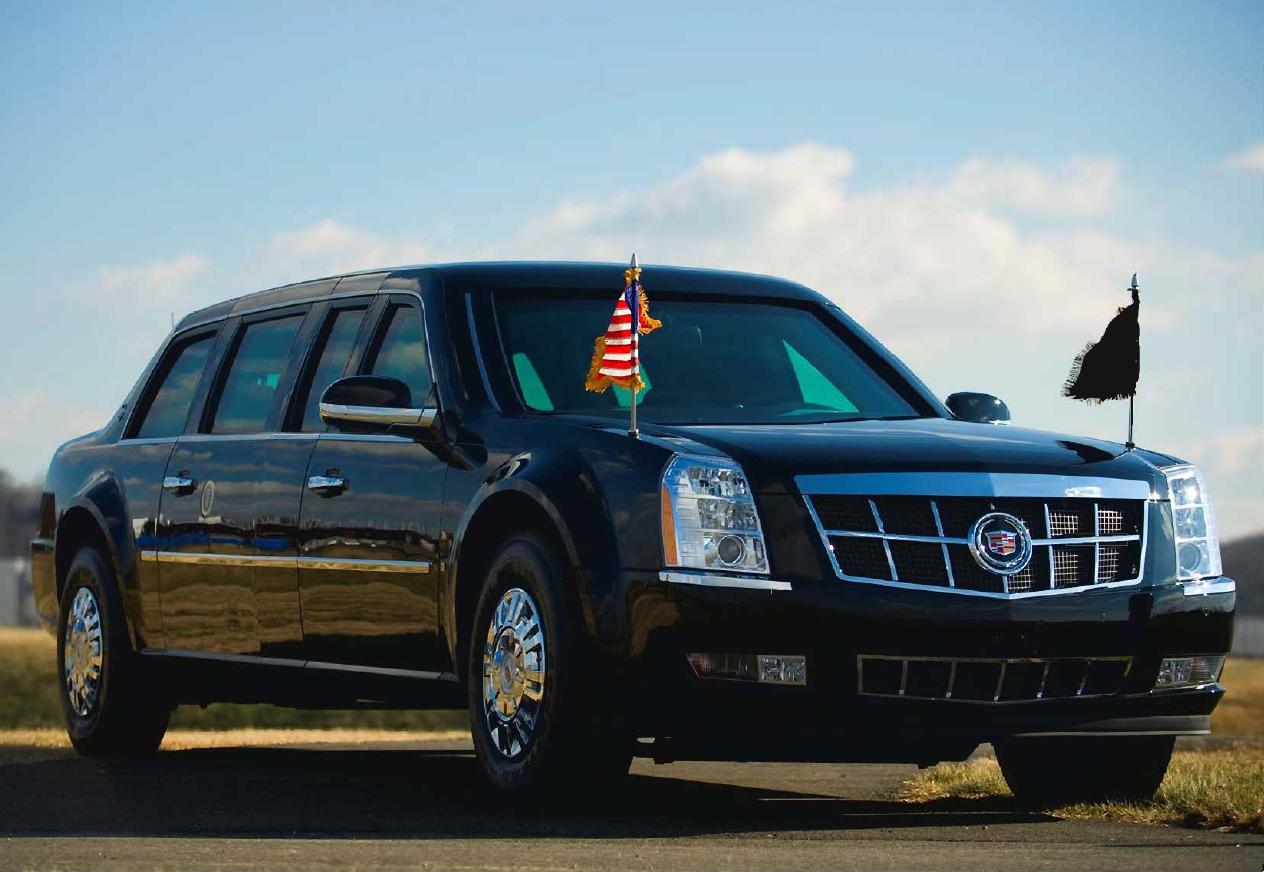
Prezidentská limuzína
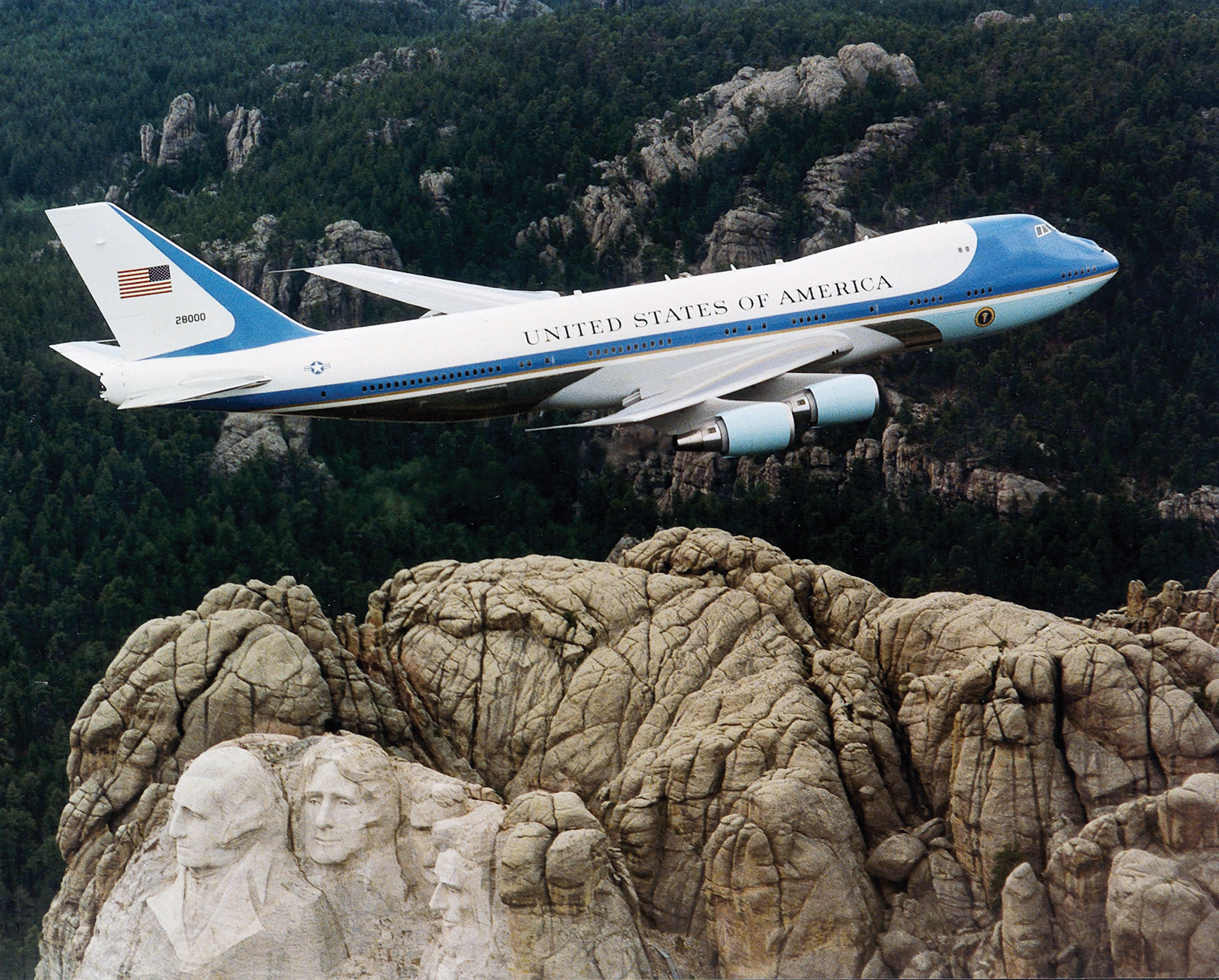
Air Force One
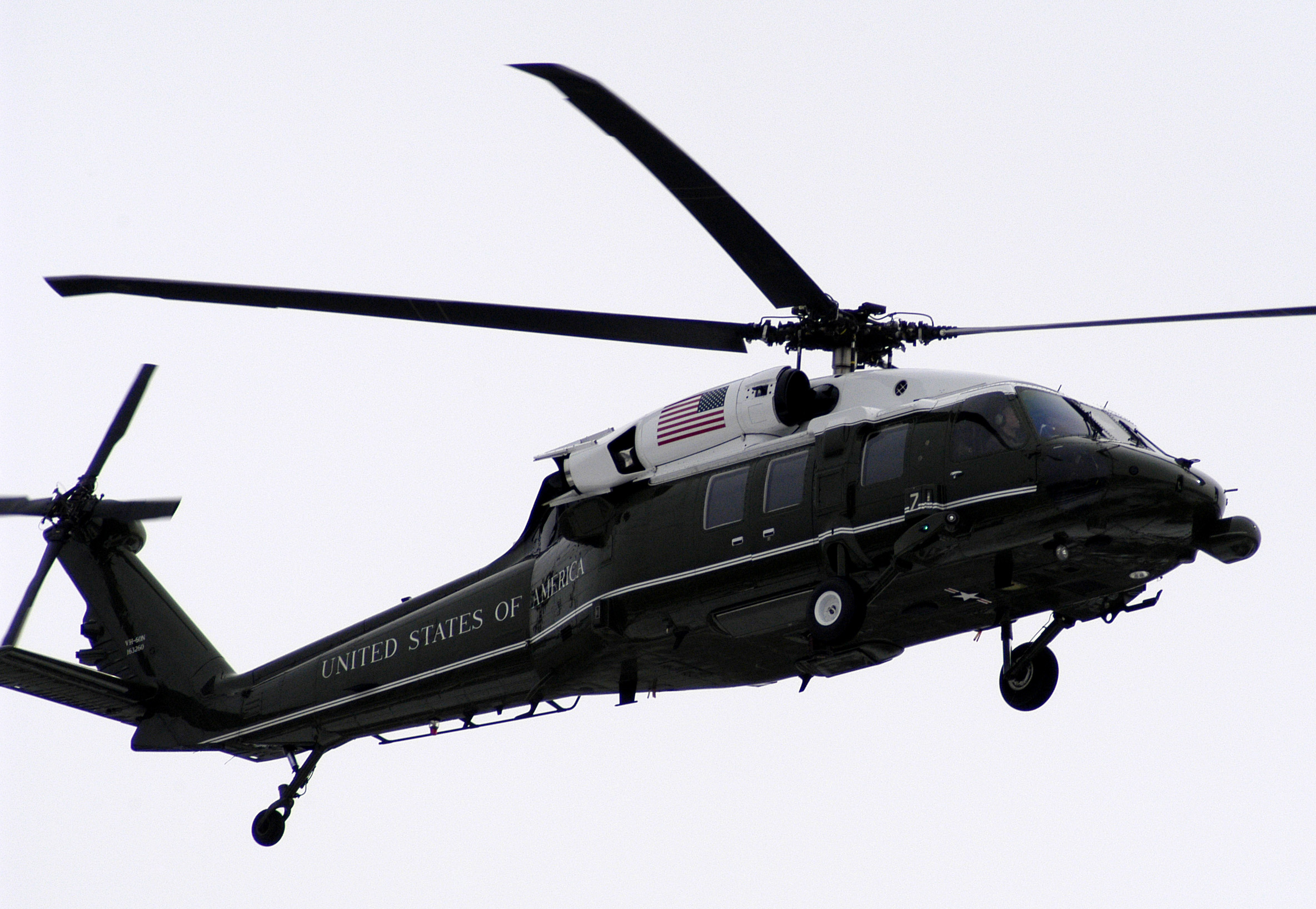
Marine One